# Howard County, Nebraska
Howard County är ett administrativt område i delstaten Nebraska, USA, med 6 274 invånare. Den administrativa huvudorten (county seat) är St. Paul. 

## Geografi
Enligt United States Census Bureau har countyt en total area på 1 492 km². 1 474 km² av den arean är land och 16 km² är vatten. 

### Angränsande countyn
- Merrick County - öst
- Hall County - syd
- Buffalo County - sydväst
- Sherman County - väst
- Greeley County - nord